# Alsólugos
Alsólugos – Alsólugas – Magyarlugas (románul: Lugașu de Jos) falu  Romániában, Lugașu de Jos központja (Bihar megye, Partium).

## Fekvése
A megye középső részén, a Sebes-Körös jobb partján helyezkedik el, Nagyváradtól kb. 32 km-re keletre, Élesdtől 5 km-re nyugatra, az E60-as főút mentén található.

## Történelem
Alsólugos, Lugas Árpád-kori település. Nevét már 1291–1294 között v. Lugas néven említette oklevél, ekkor a falu másodszor 18 kepe tizedet adott a püspöknek (Gy 1: 640).
Neve már a 13. században is szerepelt egy bécsi összeírásban.
1406-ban p. hungaricalis Lugasd néven, 1458-ban Magyarlugas, 1808-ban Lugos (Alsó-), 1851-ben Alsó-Lugos, 1913-ban Alsólugos néven írták.
Magyar lakossága a török hódoltság alatt kihalt, 1715 után románok települtek helyébe.
A 19. század elején a gróf Batthyány család birtoka volt.
1840–1918 között a Zichy család lett a birtokosa, a községben levő csinos úrilakot is gróf Zichy Domokos építtette.
1851-ben Fényes Elek írta a településről:
Alsó-Lugos, Bihar vármegyében, a Sebes-Körös regényes völgyében, 8 római katholikus, 800 óhitü lakossal, anyatemplommal, urasági kastéllyal. Határa 2739 hold, ... Birja gróf Batthyáni Arthur
1873-ban a Huta-patak kiöntése következtében nagy árvíz pusztította a települést, mely nemcsak házakat döntött romba, hanem emberáldozatot is követelt.
A 20. század elején gróf Zichy Jenő volt a település birtokosa.
1910-ben 1041 lakosából 906 román, 76 magyar, 1 német, 45 cigány, 13 szlovák nemzetiségű volt.

## Népesség
A lakosság etnikai összetétele a 2002-es népszámlálási adatok alapján:
- Románok: 1.613 (48,67%)
- Romák: 804 (24,26%)
- Magyarok: 640 (19,31%)
- Szlovákok: 251 (7,57%)
- Németek: 1 (0,03%)
- Lipovánok: 1 (0,03%)
- Olaszok: 1 (0,03%)
- Más etnikumúak: 1 (0,03%)
- Be nem vallott etnikum: 2 (0,06%)

A lakosság 53,83%-a ortodox (1784 lakos), 17,77%-a református (589 lakos), 12,43%-a pünkösdista (412 lakos), 9,08%-a római katolikus (301 lakos), 6,06%-a pedig baptista (201 lakos) vallású.
A 2011-es népszámlálás alapján:
- Románok: 1.982 (55,4%)
- Romák: 354 (9,9%)
- Magyarok: 908 (25,4%)
- Szlovákok: 223 (6,2%)
- Egyéb: 2 (0,05%)
- Nem válaszolt, nincs jelen: 111 (3,1%)[2]

## Látnivalók
- Zichy kastély, 2001-ben Európai Uniós pénzből felújították, ma szállodaként működik.
- A „Gruiul Pietrii” tájvédelmi körzet (kb. 0,4 hektáron)
- Mesterséges tó a Sebes-Körösön
- Ortodox és Görög-katolikus templom

## Gazdaság
A lakosság nagy része a mezőgazdaságból él, sokan a közeli városokba járnak dolgozni (Nagyvárad, Élesd). A településen egy olasz tulajdonban lévő gomba és gyümölcsfeldolgozó üzem működik.